# Универзитет одбране у Београду
Универзитет одбране у Београду је државни универзитет у Београду. Основан је одлуком Владе Републике Србије од 24. фебруара 2011. године.
У свом саставу има два факултета, а студије се изводе кроз академске студије првог, другог и трећег степена из више научних области у оквиру образовно-научних поља друштвено–хуманистичких, техничко–технолошких и медицинских наука.

## Историја
Универзитет одбране основан је одлуком Владе Републике Србије, 24. фебруара 2011. Самостална је високошколска установа која обавља делатност високог војног образовања кроз студије првог, другог и трећег степена из више научних области у оквиру образовно-научних поља и посебне програме усавршавања у складу са дозволом за рад, оснивачким актом, Законом о високом образовању и Законом о војном образовању.
Универзитет одране у оквиру делатности високог образовања обавља и научно истраживачки рад кроз основна, примењена и развојна истраживања која су у функцији унапређења и осавремењивања образовања у систему одбране. Члан је Конференције универзитета Србије.

## Чланице
- Војна академија у Београду
- Војномедицинска академија у Београду

## Студије
Универзитет одбране има акредитоване следеће студијске програме који се реализују у оквиру организационих јединица факултета:

Војна академија

Основне студије:
- Друштвено хуманистичке науке: Менаџмент у одбрани
- Техничко-технолошке науке:

1. Војномашинско инжењерство
2. Војноелектронско инжењерство
3. Војнохемијско инжењерство
4. Војно ваздухопловство

Дипломске академске студије:
- Друштвено хуманистичке науке: Менаџмент у одбрани
- Техничко-технолошке науке:

1. Војномашинско инжењерство,
2. Војноелектронско инжењерство,
3. Војнохемијско инжењерство,
4. Војно ваздухопловство

Докторске академске студије:
- Друштвено хуманистичке науке: Менаџмент у одбрани,
- Техничко-технолошке науке: Војномашинско инжењерство

Медицински факултет Војномедицинске академије:
- Медицинске науке:

Интегрисане академске студије
доктор медицине
Специјалистичке академске студије:
1. Трауматологија
2. Медицинска токсикологија
3. Фармакокинетика и биоеквиваленција лекова

Докторске академске студије: Биомедицина

## Награде и признања
- Орден Белог орла са мачевима трећег степена (15. фебруар 2021).[4]